# Бланд (Вірджинія)
Бланд (англ. Bland) — переписна місцевість (CDP) в США, в окрузі Бленд штату Вірджинія. Населення — 383 особи (2020).

## Географія
Бланд розташований за координатами 37°5′58″ пн. ш. 81°6′57″ зх. д. / 37.09944° пн. ш. 81.11583° зх. д. (37.099492, -81.115765).  За даними Бюро перепису населення США в 2010 році переписна місцевість мала площу 5,36 км², з яких 5,36 км² — суходіл та 0,00 км² — водойми.

## Демографія
Згідно з переписом 2010 року, у переписній місцевості мешкало 409 осіб у 186 домогосподарствах у складі 115 родин. Густота населення становила 76 осіб/км².  Було 222 помешкання (41/км²).
Расовий склад населення:
| - 99,0 % — білих |

До двох чи більше рас належало 0,7 %. Частка іспаномовних становила 0,5 % від усіх жителів.
За віковим діапазоном населення розподілялося таким чином: 20,5 % — особи молодші 18 років, 61,4 % — особи у віці 18—64 років, 18,1 % — особи у віці 65 років та старші. Медіана віку мешканця становила 43,4 року. На 100 осіб жіночої статі у переписній місцевості припадало 89,4 чоловіків;  на 100 жінок у віці від 18 років та старших — 80,6 чоловіків також старших 18 років.
Середній дохід на одне домашнє господарство  становив 38 483 долари США (медіана — 32 083), а середній дохід на одну сім'ю — 43 942 долари (медіана — 40 781). За межею бідності перебувало 33,3 % осіб, у тому числі 48,2 % дітей у віці до 18 років та 0,0 % осіб у віці 65 років та старших.
Цивільне працевлаштоване населення становило 243 особи. Основні галузі зайнятості: роздрібна торгівля — 25,1 %, науковці, спеціалісти, менеджери — 21,8 %, будівництво — 14,0 %, транспорт — 11,5 %.